# 天涯海角 (1996年電影)
《天涯海角》，是一部於1996年年上映的唯美愛情電影，講敘了一個女生到「天涯海角」尋找真愛的故事。由李志毅執導，陳慧琳、金城武和王敏德主演。
陳慧琳演唱的主題曲〈風花雪〉在香港歌壇風靡一時，也成為了陳慧琳代表作之一；與男主角金城武共同演繹插曲〈何處覓蓬萊〉溫婉而溫暖，令人動容。

## 劇情介紹
患上血癌的齊琳，以前從沒想過會在無選擇下面對死亡，青春無敵幻像破滅後，她迷失於生與死的邊緣。此時她偶遇船員德，德來自蘇格蘭靠近北海一個被稱為「天涯海角」的地方，兩人的邂逅就像擦身而過。
阿蟲創立了一門專替人尋找失物的行業，他相信「希望在人間」。齊琳聘蟲找德，二人穿梭人海尋尋覓覓，見到不少悲歡離合。阿蟲那份永不放棄的敬業精神，令齊琳更加覺得自己懦弱無能。
此時齊琳已愛上了蟲，也明白在死亡邊緣愛上任何人都只是種不負責任的行為，於是齊琳不辭而別，獨自走到淒迷蒼涼的「天涯海角」。在當地她重遇德，大家相處一段日子後，她對生命有了新啟示。在茫茫人海中，齊琳和阿蟲分別要尋找自己一份摯愛的東西，直至天涯海角。他倆終於找到了對方。

## 演員表
| 演員   | 角色   |
| 陳慧琳 | 齊琳   |
| 金城武 | 那口蟲 |
| 王敏德 | 德     |
| 張達明 | 明     |
| 徐濠瑩 | 惠     |
| 何超儀 | 儀     |
| 馬浚偉 | 齊康   |
| 陳小春 | 朱先生 |
| 陳 豪  | 龍     |
| 方平   | 齊銘   |
| 張英才 | 唐醫生 |
| 滕麗明 | 美美   |
| 玛俐亚 | 珍媽   |
| 陳德森 | Teddy  |
| 馬偉豪 | 婷父   |
| 阮世生 | Joe    |
| 麥兆輝 | 強     |

## 電影歌曲
'Dance me to the end of love' / 作曲, Leonard Cohen ; 作詞, Leonard Cohen ; 主唱, Leonard Cohen ; Courtesy, Sony Music Entertainment Inc.
'風,花,雪...' / 作曲, 雷頌德 ; 作詞, 周禮茂 ; 主唱, 陳慧琳.
'何處覓蓬萊' / 作曲, 許冠傑 ; 作詞, 黎彼得 ; 主唱, 金城武, 陳慧琳.
'為自己作証' / 作曲, Kusano Amsamune ; 作詞, 黃文偉 (即黃偉文) ; 主唱, 陳慧琳.
'Griogal Cridhe (traditional)' / 主唱, Mac-Talla ; Courtesy, Temple Records.

## 獎項
| 頒獎典禮                  | 獎項             | 名單                                   | 結果 |
| ------------------------- | ---------------- | -------------------------------------- | ---- |
| 第3屆香港電影評論學會大獎 | 推薦電影         |                                        | 獲獎 |
| 第16屆香港電影金像獎      | 最佳編劇         | 李志毅                                 | 提名 |
| 第16屆香港電影金像獎      | 最佳原創電影歌曲 | 作曲：雷頌德 填詞：周禮茂 主唱：陳慧琳 | 獲獎 |

## 外部連結
- 香港影庫上《天涯海角》的資料（繁體中文）
- 開眼電影網上《天涯海角》的資料（繁體中文）
- 时光网上《天涯海角》的資料（简体中文）
- 豆瓣电影上《天涯海角》的資料 （简体中文）
- 爛番茄上《天涯海角》的資料（英文）
- AllMovie上《天涯海角》的资料（英文）
- 互联网电影数据库（IMDb）上《天涯海角》的资料（英文）